# リヒャルト・トマラ

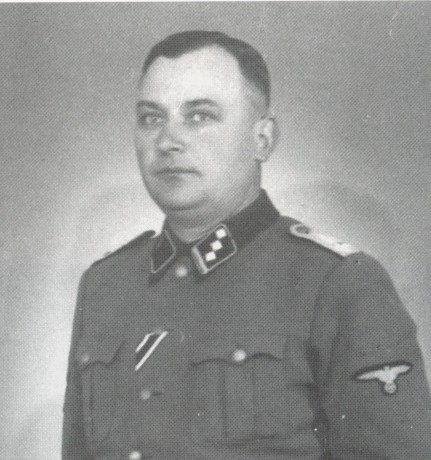
リヒャルト・トマラ

リヒャルト・トマラ（ドイツ語: Richard Thomalla, 1903年10月23日 - 1945年5月12日）は、ナチス・ドイツの親衛隊（SS）の隊員。ラインハルト作戦で建設された三大絶滅収容所のベウジェツ強制収容所、ソビボル強制収容所、トレブリンカ強制収容所の建設を指揮した人物。最終階級は親衛隊大尉（SS-Hauptsturmführer）。

## 経歴
上シレジアのアンナホフ（現在のポーランド・オポーレ県ソヴィン）出身。1932年に国家社会主義ドイツ労働者党（ナチス党）に入党（党員番号1,238,872）し、親衛隊に入隊（隊員番号41,206）。1939年9月22日にポーランドのルブリンに派遣された。1940年8月から東方地域の親衛隊及び警察高級指導者フリードリヒ・ヴィルヘルム・クリューガーやルブリンの親衛隊及び警察指導者オディロ・グロボクニクの事務所で勤務するようになった。1941年11月からベウジェツ強制収容所の建設を任せられ、1942年3月にこれを完成させた。続いてソビボル強制収容所の建設の指揮を任され、1942年4月に完成させた。さらに1942年5月からはトレブリンカ強制収容所の建設を指揮して完成させ、同収容所の初代所長となった。
ドイツ降伏後の1945年5月12日にチェコのイチーンでソ連の秘密警察NKVDにより銃殺刑に処された。ドイツでは行方不明扱いになっていたが、1957年に死亡宣告を受けた。